# Siateczka śródplazmatyczna gładka

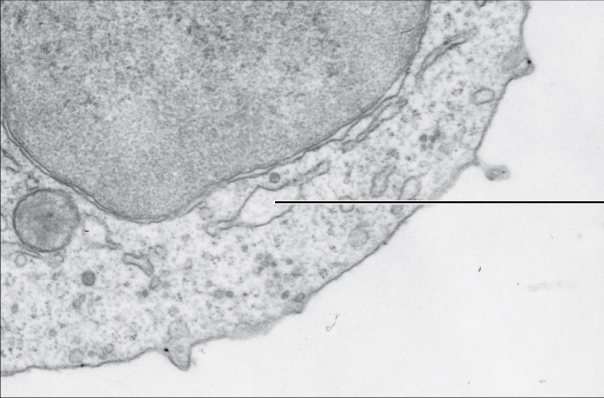
Elektronogram s.s. gładkiej z komórek myszy (sER wskazane strzałką)

Siateczka śródplazmatyczna gładka, retikulum endoplazmatyczne gładkie, sER (agranularne) – kompleks błon cytoplazmatycznych, stanowiąca w niektórych komórkach znaczną część cytoplazmy. Nie występują na niej rybosomy oraz zawiera więcej fosfolipidów i mniej steroidów niż siateczka śródplazmatyczna szorstka.
Odbywają się w niej procesy metaboliczne lipidów (synteza lipidów) lub sterydów oraz detoksykacja, czyli usunięcie z organizmu trujących substancji jak również transport wewnętrzny.
Od błon siateczki śródplazmatycznej gładkiej mogą oddzielać się pęcherzyki, które przekształcają się w wakuole i mikrociała takie jak: sferosomy, peroksysomy itp. 
Retikulum zapewnia transport substancji pokarmowych w cytoplazmie oraz uczestniczy w produkcji lizosomów odbywającej się w Aparacie Golgiego. W komórkach roślinnych utrzymuje ponadto kontakt pomiędzy sąsiednimi komórkami, ponieważ jej kanaliki występują w pasmach cytoplazmatycznych, zwanych plazmodesmami, łączących protoplasty sąsiednich komórek.